# Ágios Iákovos
Ágios Iákovos är en ort i Cypern.   Den ligger i distriktet Eparchía Ammochóstou, i den östra delen av landet, 40 km öster om huvudstaden Nicosia. Ágios Iákovos ligger 164 meter över havet och antalet invånare är 229. Den ligger på ön Cypern.
Terrängen runt Ágios Iákovos är kuperad åt nordväst, men åt sydost är den platt. Trakten runt Ágios Iákovos är ganska glesbefolkad, med 25 invånare per kvadratkilometer. Närmaste större samhälle är Tríkomo, 8,3 km sydost om Ágios Iákovos. Trakten runt Ágios Iákovos är i huvudsak ett öppet busklandskap.
Medelhavsklimat råder i trakten. Årsmedeltemperaturen i trakten är 22 °C. Den varmaste månaden är juli, då medeltemperaturen är 34 °C, och den kallaste är januari, med 10 °C. Genomsnittlig årsnederbörd är 450 millimeter. Den regnigaste månaden är december, med i genomsnitt 99 mm nederbörd, och den torraste är augusti, med 1 mm nederbörd.